# حاسوب منقول

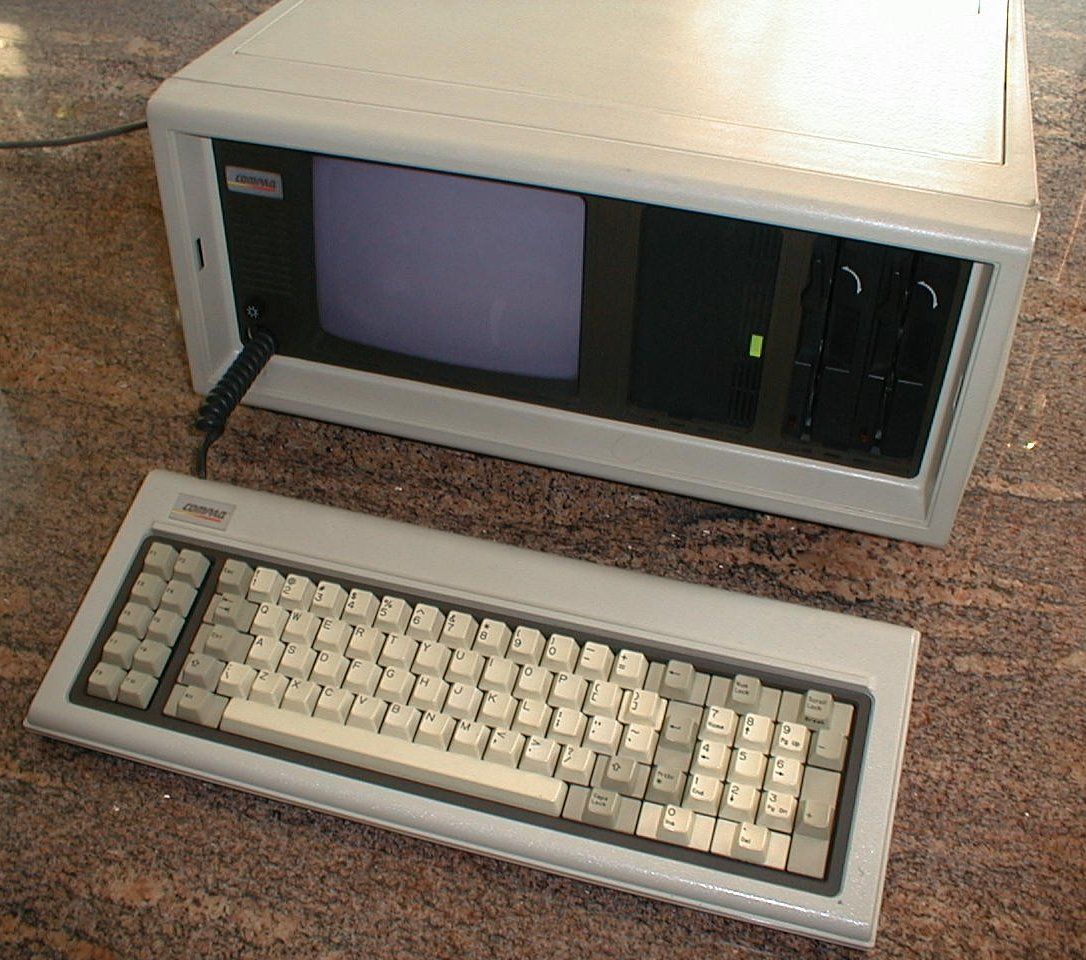
كومباك المحمول؛ هو أول جهاز حاسوب محمول من أجهزة أي بي إم (IBM PC) المتوافقة.

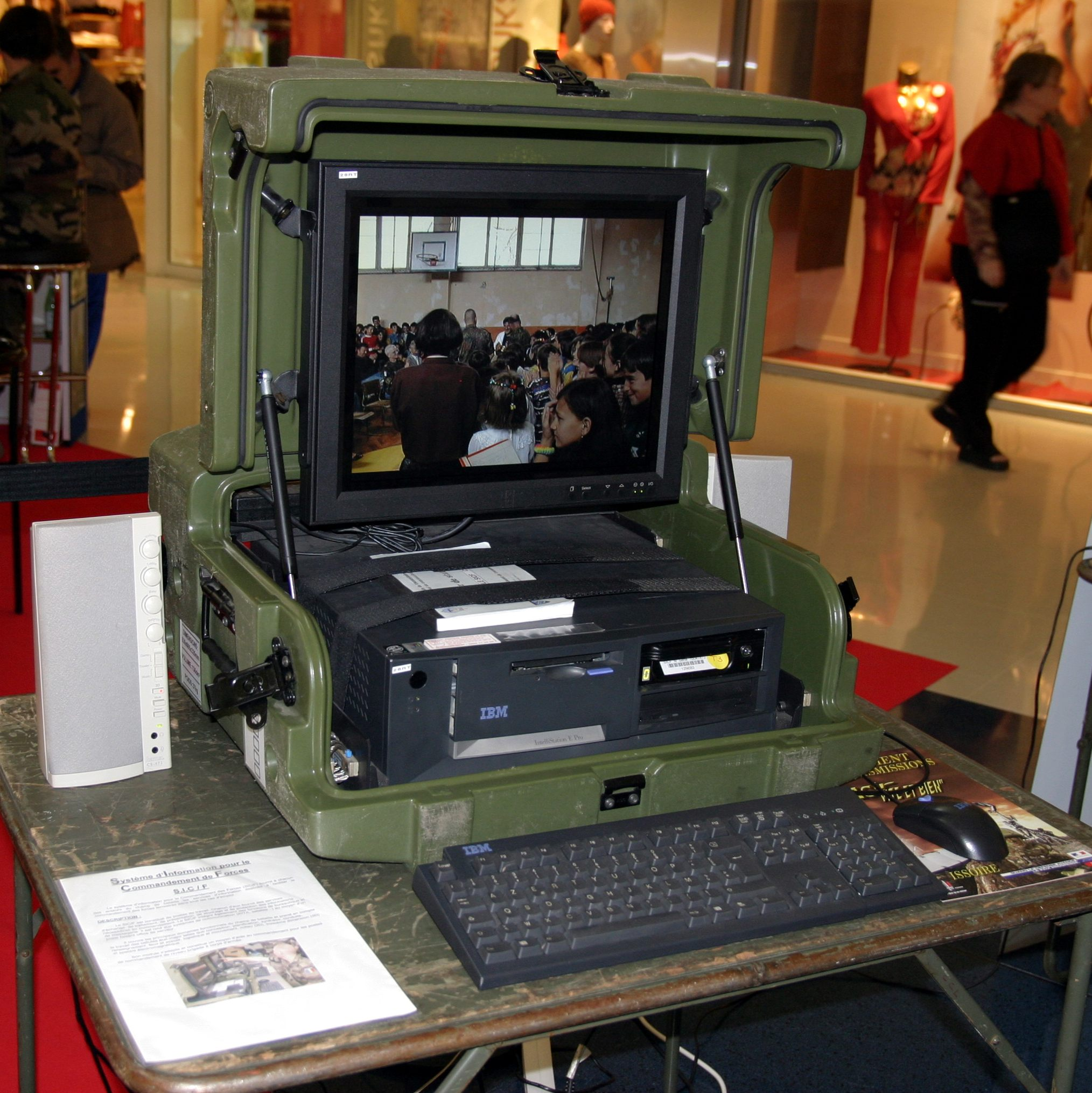
حاسوب محمول من النوع العسكري الحديث داخل حقيبة مدعّمة.

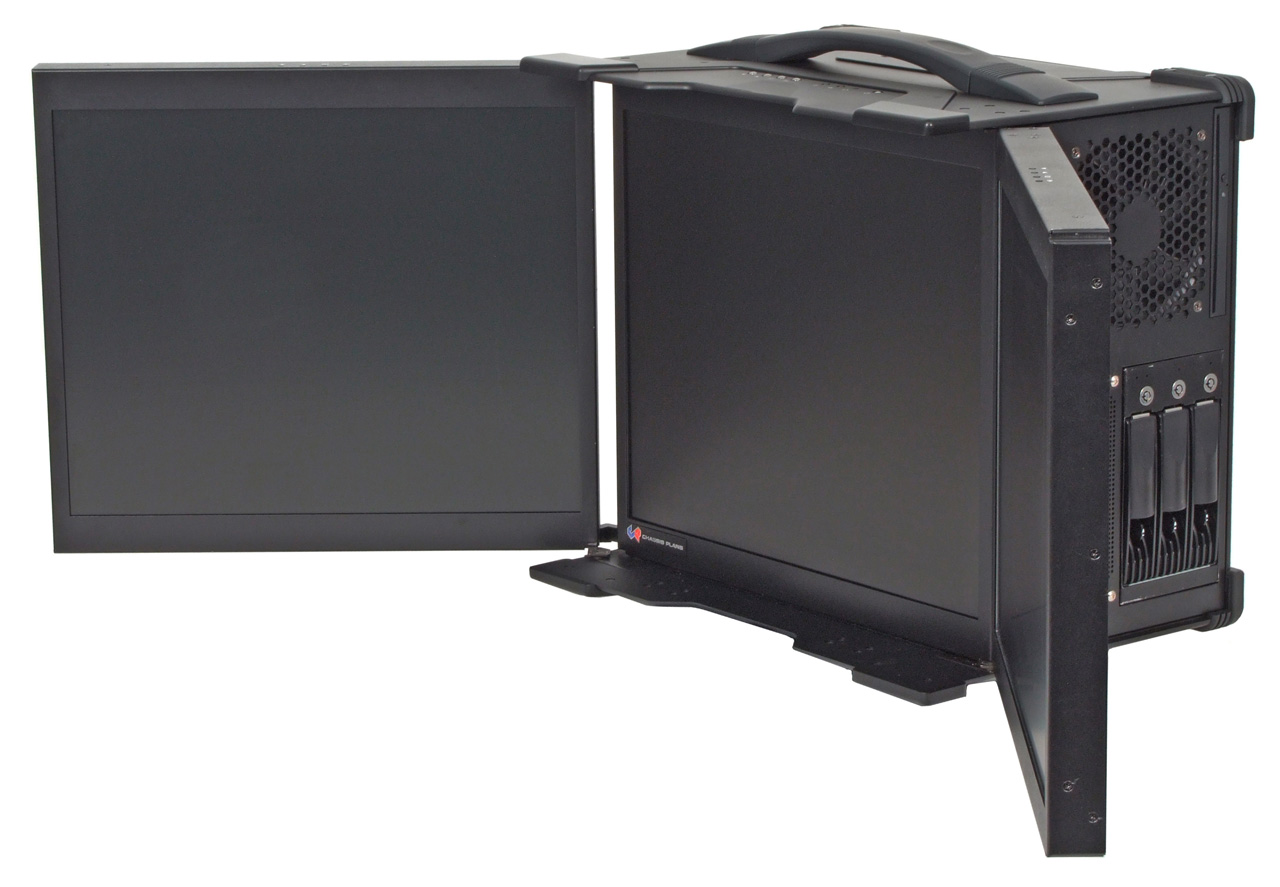
حاسوب محمول حديث مزود بثلاث شاشات إل سي دي (الكريستال السائل).

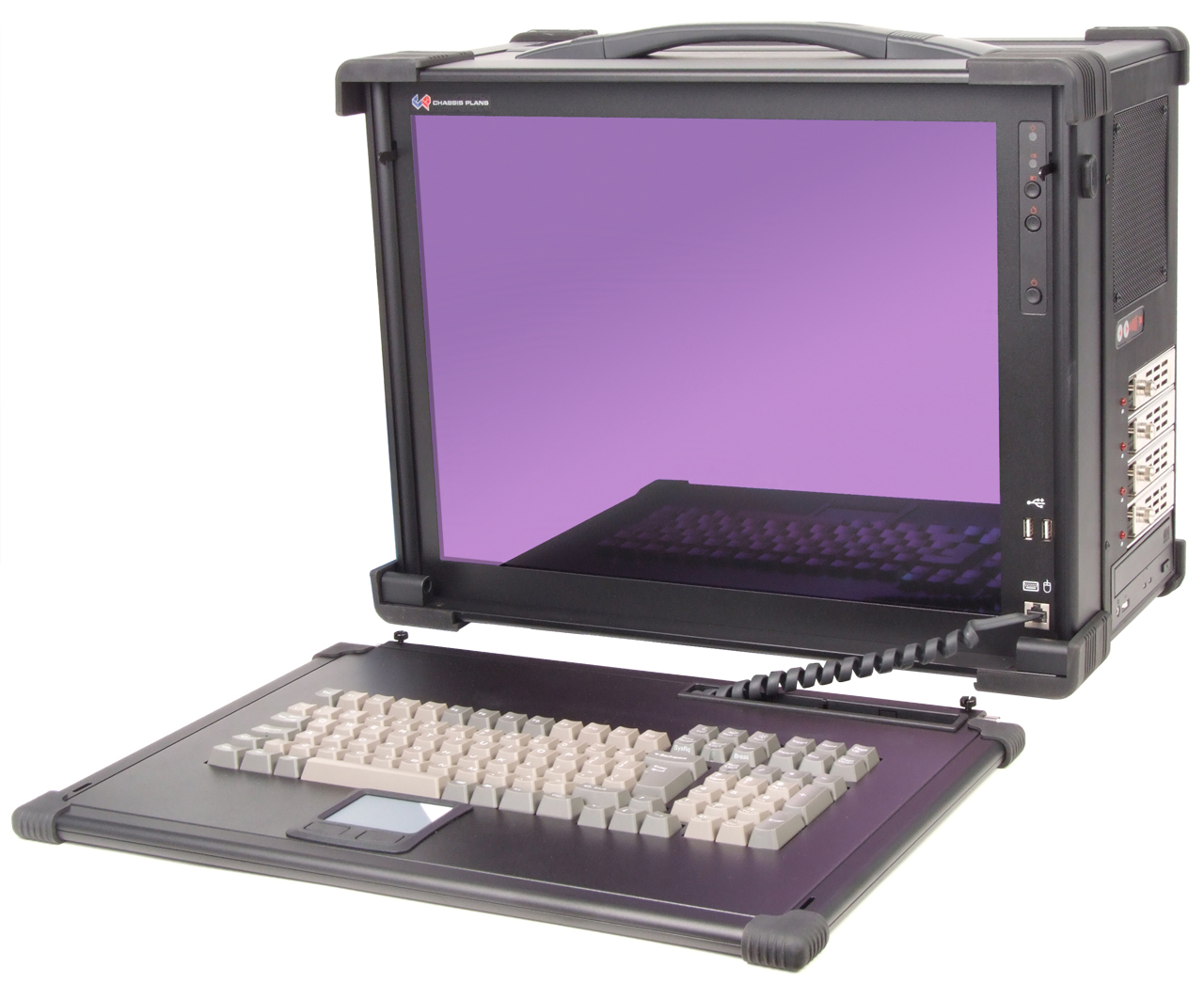
حاسوب محمول حديث مزود بشاشة إل سي دي 20.1 أمبير، ولوحة أم من نوع أي إيه تي إكس.

الحاسبة النقالة هو حاسوب مصممٌ لنقله من مكان إلى آخر ويتضمن لوحة مفاتيح وشاشة عرض. وتعد أجهزة الحاسوب المحمولة، بطبيعتها، حواسيب دقيقة. وتُعرف أجهزة الحاسوب المحمولة أيضًا، بسبب حجمها، بأجهزة حاسوب «علبة الغداء» (Lunchbox) أو «قابلة للحمل» (Luggable). كما يمكن تسميتها «بمحطة العمل المحمولة» أو «الحاسوب الشخصي المحمول».
والميزة الرئيسية لجهاز الحاسوب المحمول مقارنةً بالحاسوب الدفتري (laptop) أو أجهزة الحاسوب المحمولة الأخرى هي استخدام لوحة أم معيارية أو لوحات إلكترونية معززة توفر فتحات للمكونات الإضافية وبطاقات الوظائف الإضافية. وهو الأمر الذي يسمح بتركيب بطاقات المهام المحددة كاختبار، أو تناظري/رقمي، أو بروتوكول اتصال (IEEE-488، 1553) كما يتوفر بأجهزة الحاسوب المحمولة مزيد من تخزين الأقراص باستخدام محركات أقراص 3-1/2 معيارية ويتوفر بها أيضًا محركات أقراص متعددة.

## معلومات تاريخية
ربما يعد الحاسوب المحمول أي بي إم 5100 (IBM 5100)، الذي تم عرضه في سبتمبر 1975، أول جهاز حاسوب محمول. ويشير اختصار أي بي إم (IBM) إلى معالج أي بي إم (بالم) (PALM) الخاص به كمعالج دقيق، على الرغم من أنهم قد استخدموا هذا المصطلح للإشارة إلى معالج يقوم بتنفيذ الرمز الصغير حتى يقوم بتطبيق مجموعة تعليمات عالية المستوى، بدلاً من تعريفه التقليدي بأنه معالج كامل على دائرة متكاملة سليكونية.
كان زيروكس المكلف نوت توكر (Xerox NoteTaker)، الذي تم تطويره عام 1976 بشركة زيروكس بارك (Xerox PARC)، مقدمة لأجهزة الحاسوب المحمولة التي سبقت شركة أوزبورن لأجهزة الحاسوب (Osborne Computer Corporation) وشركة كومباك (Compaq)، على الرغم من أنه ظل نموذجًا أوليًا ولم يدخل حيز الإنتاج.
وهناك حاسوب محمول قامت بتصنيعه شركة جي إم ريسرش (GM Research) في وقت سابق عام 1979 (معروض بمتحف تاريخ الحاسوب)، وهي شركة صغيرة في سانتا مونيكا بولاية كاليفورنيا. والجهاز من تصميم كريس سيمتساكوس (Chris Simitsakos) الذي حصل على براءة اختراع فيه. ("portable+computer+enclosure".TI.&OS=TTL/"portable+computer+enclosure"&RS=TTL/"portable+computer+enclosure» رقم براءة الاختراع الأمريكية. 4,294,496). وكان يطلق عليه اسم النجم الدقيق ثم تغير فيما بعد إلى الصغير. وعلى الرغم أن شركة زيروكس تدعي أنها صممت أول نظام لهذا النوع من الأجهزة، إلا أن الجهاز الذي تم تصميمه بواسطة مورز (Murez) قد سبق أي جهاز تم طرحه في السوق أو توثيقه في أي من وسائل الإعلام في ذلك الوقت - وبالتالي تم إصدار براءات الاختراع. وفي وقت مبكر من عام 1979، كانت حكومة الولايات المتحدة تتعاقد لشراء هذه الأجهزة. وكان من بين العملاء الكبار، سينديا لابس (Sandia Labs)، وجينيرال داينمك (General Dynamics)، وبي بي إن (BBN) (ورد ذلك في غلاف تقريرهم السنوي عام 1980 كنظام C.A.T.)، وعشرات الأفراد والشركات الخاصة في جميع أنحاء العالم. وفي عام 1979، شاهد آدم أوزبورن الجهاز بجانب مئات الزائرين في أول عرض للحاسوب الذي كان برعاية معهد المهندسين الكهربائيين والإلكترونيين (IEEE Westec) في لوس أنجلوس. وفي وقت لاحق من ذلك العام تم عرض الجهاز أيضًا في أول معرض لتجار الحاسوب (COMDEX).
وكان أول إنتاج ضخم لأجهزة الحاسوب المحمولة القائمة على المعالجات الدقيقة هو أوزبورن 1، الذي طورته شركة أوزبورن، التي تدين بالكثير لتصميم نوت تيكر (NoteTaker). وهناك أيضًا حاسوب محمول آخر تم إصداره في وقت سابق في عام 1982 وهو كايبرو (Kaypro). وفي شهر يناير من عام 1983، كان أول جهاز حاسوب محمول من أجهزة أي بي إم المتوافقة (وهو بالفعل أول جهاز حاسوب محمول تنتجه شركة أجهزة أي بي إم المتوافقة بنسبة 100%، أو «استنساخ» لأي نوع) وهو كومباك المحمول. ويعد جهاز كومودور إس إكس-64 (Commodore SX-64) الذي صدر في يناير 1984 أول حاسوب محمول كامل الألوان. وقد قدمت شركة أبل (Apple Inc.) جهاز أبل أي أي سي (Apple IIc) المحمول في أبريل عام 1984، ولكنها لم تقم بإصدار ماكنتوش المحمول (Macintosh Portable) حتى عام 1989، على الرغم من أن ماكنتوش الأصلي (original Macintosh)، يعتبر أول حاسوب محمول من الناحية التقنية بفضل تصميمه المضغوط.
إن مصطلح الحاسوب المحمول يتم استخدامه الآن بشكل حصري تقريبًا للإشارة إلى أجهزة الحاسوب المحمولة الأكبر حجمًا من الأجهزة الدفترية (laptop)، وغالبا ما تستخدم أجزاء تقليدية مثل لوحة أم أي تي إكس ومورد طاقة من طراز بي إس/2 وعادةً لا تعمل باستخدام بطاريات. كما تعرف أجهزة الحاسوب المحمولة الأصغر أيضًا باسم أجهزة الحاسوب النقالة. ويشار إليها بمصطلحاتها الأكثر تحديدًا على النحو التالي:
- الأجهزة الدفترية (laptop) (أو المحمولة (notebook)) المزودة بشاشة عرض مسطحة ولوحة مفاتيح، وتتطلب وضع الجلوس وكلتا اليدين. ويعد الحاسوب الشخصي اللوحي (Tablet PC) تعديلاً نسبيًا تم إدخاله مؤخرًا، وهو في الأساس جهاز حاسوب دفتري يتم تشغيله بقلم موجود بشاشة تعمل باللمس. انظر أيضًا جهاز الحاسوب البديل عن الجهاز المكتبي (desktop replacement computer)، وهو حاسوب دفتري ضخم مصمم ليقوم بجميع وظائف الحاسوب المكتبي.
- الحاسوب المحمول الصغير وهو يحتل مكانة تتوسط الحاسوب الدفتري والمساعد الرقمي الشخصي (PDA). ولهذا النوع من الأجهزة لوحة مفاتيح كاملة (بالرغم من صغر حجمها)، وشاشة 11-13 بوصة، وغالبًا لا يوجد بداخلها محرك أقراص ضوئي.
- حاسوب الجيب، والذي كان في الغالب من ظواهر الثمانينيات، وجمع بداخله مكونات الحاسبة الأبجدية الرقمية، وهو حاسوب منزلي (تم برمجته غالبًا باستخدام بيسك)، وأجهزة المساعد الرقمي الشخصي (PDA). ومن بين الشركات المصنعة لهذا النوع تاندي/راديو شاك (Tandy/Radio Shack)، وهيوليت باكارد (Hewlett-Packard)، وكاسيو (Casio)، وشركة شارب (Sharp Corporation).
- المساعد الرقمي الشخصي (PDA)، ويتم حمله عادةً بيد واحدة وتشغيله بالأخرى.
- الحاسوب القابل للارتداء المزود بواجهة مستخدم بدون استخدام الأيدي، وغالبًا ببعض الإمكانيات الصوتية (التعرف على الكلام والتصنيع الصوتي).

وقد ازدادت شعبية أجهزة الحاسوب المحمولة على مدى العقد الماضي، لأنها لا تقيد المستخدم من حيث التنقل كما تفعل أجهزة الحاسوب المكتبية. الإنترنت الهوائي، والبطارية الطويلة العمر، وبيئة العمل الأكثر راحة كانت كلها عوامل دفعت هذا التزايد في شعبية تلك الأجهزة. ويمكن اعتبار أجهزة الحاسوب المتكاملة مثل آي ماك (iMac) أجهزة حاسوب محمولة وغالبًا ما يكون بها مقابض مدمجة.